# Исмаил, Дургам
Дургам Исмаил Давуд аль-Кураши (араб. ضرغام إسماعيل داوود القريشي‎; англ. Dhurgham Ismail Dawoud Al-Quraishi; 23 мая 1994, Эль-Амара) — иракский футболист, левый полузащитник и защитник клуба «Аль-Шорта» и сборной Ирака.

## Карьера

### Клубная карьера
Воспитанник клуба «Нафт Майсан», представлявшего его родную провинцию. В ноябре 2010 года, при содействии руководителя своего прежнего клуба Яхьи Згаира, перешёл в багдадский клуб «Аш-Шорта».
В составе «Аш-Шорта» дебютировал в чемпионате Ирака 27 ноября 2010 года в игре против «Аль-Карх». 16-летний Исмаил практически сразу стал игроком основного состава, так как клуб испытывал проблемы с позицией левого защитника после ухода Ахмада Кадима. Свой первый гол футболист забил 9 февраля 2011 года дальним ударом в ворота «Эрбиля». В том сезоне «Аш-Шорта» выступала неудачно и с трудом избежала вылета, на следующий сезон клуб занял место в середине таблицы.
В сезоне 2012/13 «Аш-Шорта» выиграла чемпионский титул, первый после десятилетнего перерыва. Дургам Исмаил в том сезоне забил пять мячей, в том числе последний гол своей команды, который и обеспечил победу в чемпионате — 4 сентября 2013 года в ворота «Ат-Талаба». В следующем сезоне защитник тоже стал чемпионом страны и принимал участие в матча Лиги чемпионов Азии и Кубка АФК. В сезоне 2014/15 его команда стала третьей, а сам Исмаил забил восемь мячей и стал вторым бомбардиром клуба после Марвана Хуссейна (15).
15 августа 2015 года футболист перешёл в турецкий «Ризеспор», подписав пятилетний контракт. В турецкой Суперлиге дебютировал 19 сентября 2015 года в матче против «Антальяспора».. В своём первом сезоне сыграл 20 матчей в чемпионате страны и 8 игр в Кубке Турции, где стал полуфиналистом. В команде выступает как на позиции левого защитника, так и левого полузащитника.

### Карьера в сборной
Первым официальным турниром для Исмаила стал чемпионат Западной Азии (U16) в 2009 году, где Ирак занял третье место. На следующий год футболист принимал участие в чемпионате Азии среди 16-летних.
В состав молодёжной (U20) сборной Ирака Исмаил вызывался с 2011 года, поначалу играл только в товарищеских матчах и Арабских играх, а в крупных турнирах не участвовал. В 2013 году играл за команду на чемпионате мира среди 20-летних, сыграл в шести матчах (во всех кроме полуфинала), а его команда заняла четвёртое место.
В олимпийской (U23) сборной играет с 2013 года. Первым турниром стал молодёжный чемпионат Азии 2013 года, который иракцы выиграли, Исмаил сыграл во всех шести матчах и забил один гол. В 2014 году на Азиатских играх сыграл в 5 из семи проведённых матчей, в большинстве из них выходил на замену, сборная Ирака стала третьей.
За национальную сборную Ирака выступает с 2013 года. Первый матч сыграл 12 января 2013 года в рамках Кубка Персидского залива против Йемена, и в нём же забил свой первый гол, открыв счёт на 16-й минуте. В 2015 году принимал участие в Кубке Азии, сыграл во всех шести матчах, забил гол в четвертьфинале в ворота команды Ирана и вошёл в символическую сборную турнира, сборная Ирака на турнире стала полуфиналистом. Также принимал участие в матчах чемпионата Западной Азии и отборочных играх чемпионата мира.